# Maître international de résolution de problèmes d'échecs
 (novembre 2021).
Si vous disposez d'ouvrages ou d'articles de référence ou si vous connaissez des sites web de qualité traitant du thème abordé ici, merci de compléter l'article en donnant les références utiles à sa vérifiabilité et en les liant à la section « Notes et références ».
Pour les articles homonymes, voir maître international.
Alors que pour devenir grand maître au moins une des normes doit être obtenue dans le Championnat du monde ou dans le Championnat d'Europe de solutions de problèmes d'échecs, pour devenir maître international de résolution de problèmes d'échecs, il faut obtenir deux normes de maître international et ce dans n'importe quel tournoi homologué, et atteindre un classement de solutionniste d'un minimum de 2500 points.
Pour devenir maître FIDE de résolution de problèmes d'échecs, il faut obtenir deux normes de maître FIDE et atteindre un classement de solutionniste d'un minimum de 2400 points.
Les MI de résolution de pays francophones sont :
- Thomas Maeder - Suisse
- Markus Ott - Suisse
- Jacques Rotenberg - France/Israël
- Eric Huber - Roumanie/France
- Garen Yacoubian - France
- Alain Villeneuve - France